# Uaxactún
Uaxactún är en fornlämning i Guatemala.   Den ligger i departementet Petén, i den norra delen av landet, 300 km norr om huvudstaden Guatemala City. Uaxactún ligger 192 meter över havet.
Terrängen runt Uaxactún är varierad. Runt Uaxactún är det glesbefolkat, med 8 invånare per kvadratkilometer. Närmaste större samhälle är Tikal, 19,4 km söder om Uaxactún. I omgivningarna runt Uaxactún växer i huvudsak städsegrön lövskog.